# Cash pooling
Cash pooling er en metode benyttet af små som store virksomheder til, at maksimere sin debet- og kreditudnyttelse.
Princippet går ud på, at man puljer sine likvider på konti med stor gennemstrømning eksempelvis en central driftskonto, så man blandt andet sikrer sig mod de udsving der vil være over tid. Denne konto kan være én central konto eller et par centrale konti.
Fordelene ved at gøre dette vil blandt andet være at undgå gebyrer og sikre at der ikke trækkes unødigt på kreditter. Sidegevinsten ved at have styr på debet/kredit siden vil så også være med til at stille virksomheden med en bedre intern rating hos sine kreditorer samt at have bedre styr på likviditeten, skulle man komme ind i en periode med lavere aktivitet.